# Astragalus laconicus
Astragalus laconicus är en ärtväxtart som beskrevs av Iatrou och Kit Tan. Astragalus laconicus ingår i släktet vedlar, och familjen ärtväxter. Inga underarter finns listade i Catalogue of Life.